# Les Amants de minuit (chanson)
Pour l’article homonyme, voir Les Amants de minuit.
Chansons représentant le Luxembourg au Concours Eurovision de la chanson
Ne crois pas
(1956) Amours mortes (tant de peine)
(1957)
Les Amants de minuit est la deuxième chanson, après Ne crois pas, représentant le Luxembourg au premier Concours Eurovision de la chanson, en 1956 (la seule édition à permettre deux chansons par pays), interprétée par le chanteuse française Michèle Arnaud et écrite et dirigée par Jacques Lassry. L'évènement se déroulait à Lugano, en Suisse.
Elle est intégralement interprétée en français, une des langues nationales, comme le veut la coutume avant 1966.
Il s'agit de la treizième chanson interprétée lors de la soirée, après Dany Dauberson qui représentait la France avec la chanson Il est là et avant Tonina Torrielli qui représentait l'Italie avec Amami se vuoi. Le tableau d'affichage pour ce concours n'a jamais été rendu public, il est donc impossible de dire avec certitude comment la chanson s'est classée, seule la chanson gagnante Refrain fut annoncée,.
C'est une chanson typique des premières années du concours. Arnaud décrit la rencontre par hasard de deux « amants de minuit », et chante que seule la nuit sait ce qui se passe entre eux avant leur retour à une vie normale dans la matinée.